# Provinz Ocros

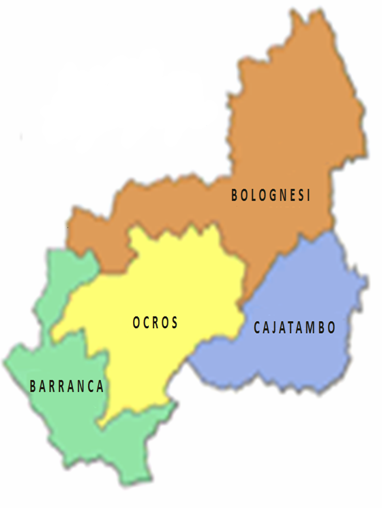
Nachbarprovinzen von Ocros

Die Provinz Ocros ist eine von 20 Provinzen der Verwaltungsregion Ancash unweit der Pazifikküste von Peru. Die Provinz wurde am 19. Juni 1990 gegründet. Sie erstreckt sich über eine Fläche von 1949 km². Die Einwohnerzahl lag beim Zensus 2017 bei 7039. Im Jahr 1993 lag diese bei 7039, im Jahr 2007 bei 9196. Verwaltungssitz der Provinz ist Ocros.

## Geographische Lage
Die etwa 180 km nördlich der Landeshauptstadt Lima gelegene Provinz Ocros liegt im Süden der Region Ancash. Sie erstreckt sich über eine küstennahe Bergregion der Cordillera Negra, die einen Abschnitt der peruanischen Westkordillere darstellt. Die höchste Erhebung bildet der 5117 m hohe Cerro Llamacpunta. Der kürzeste Abstand der Provinz zur Pazifikküste beträgt 16 Kilometer. Die Provinz umfasst das Flusstal der Quebrada Choque, ein linker Nebenfluss des Río Fortaleza, sowie das Flusstal des Río Ocros, ein rechter Nebenfluss des Río Pativilca. Die südliche und östliche Provinzgrenze verläuft entlang dem Flusslauf des Río Pativilca zwischen den Flusskilometern 98 und 55. Zwischen den Flusskilometern 55 und 27 verläuft die Provinzgrenze etwa 12 km südlich des Flusslaufs. Im Westen und Südwesten grenzt die Provinz an die Provinz Barranca, im Südosten an die Provinzen Huaura und Cajatambo sowie im Norden und Nordosten an die Provinz Bolognesi.

## Gliederung
Die Provinz Ocros ist in 10 Distrikte gegliedert. Der Distrikt Ocros ist Sitz der Provinzverwaltung.
| Distrikt               | Verwaltungssitz     |
| ---------------------- | ------------------- |
| Acas                   | Acas                |
| Cajamarquilla          | Cajamarquilla       |
| Carhuapampa            | Aco                 |
| Cochas                 | Huanchay            |
| Congas                 | Congas              |
| Llipa                  | Llipa               |
| Ocros                  | Ocros               |
| San Cristóbal de Raján | Raján               |
| San Pedro              | Copa                |
| Santiago de Chilcas    | Santiago de Chilcas |